# Trish Goff
Trish Goff (8 de junio de 1976) es una modelo, actriz y agente inmobiliaria estadounidense.

## Primeros años y carrera
Goff nació y creció en el norte de Florida. Fue descubierta por un cazatalentos a los 15 años. Después de ser descubierta, dejó el colegio y se mudó a Nueva York para comenzar una carrera como modelo. Ha aparecido en la portada de ediciones internacionales de Vogue y en varios Victoria's Secret Fashion Shows.  Goff ha aparecido en campañas para Banana Republic, Chanel, Chloé, Christian Dior, Gap, Pollini, Ann Taylor, Louis Vuitton, Versace, y Yves Saint Laurent. En 2005, protagonizó el thriller Noise.
Retornó después de dos años para desfilar para Alexander Wang en febreto de 2009. Goff luego se mudó a Londres con su entonces esposo, Angus Munro. La pareja luego se mudó a  Portugal antea de divorciarse.
Después de volver a Estados Unidos, Goff recibió su grado en inmobiliaria en la Universidad de Nueva York y ahora se desempeña en esta profesión para  Compass. Vive en Chelsea, Manhattan con su hijo, Nyima. Goff trabajó previamente para la compañía inmobilaria Douglas Elliman.
Cuando saltaron las acusaciones de abuso sexual contra Harvey Weinstein, Goff dijo también ser víctima de abuso por parte de  Harvey Weinstein.